# Giuseppe De Marchi
Giuseppe De Marchi (Badia Polesine, 3 maggio 1916 – Legnago, 31 dicembre 1979) è stato un calciatore italiano, di ruolo difensore.

## Carriera
Dopo aver militato in gioventù nella Badiese, dal 1933 al 1940 gioca con la maglia del Padova sette stagioni di Serie A, Serie B e Serie C vincendo anche il campionato di Serie C 1936-1937.
Con il Legnago gioca il campionato di Serie C 1947-1948.

## Palmarès
- Campionato italiano Serie C: 1

Padova: 1936-1937